# Nikolaus Poda von Neuhaus
Nikolaus Poda von Neuhaus (magyarosan: Neuhausi Poda Miklós) (Bécs, 1723. október 4. – Bécs, 1798. április 29.) osztrák zoológus, entomológus, jezsuita áldozópap és tanár. Zoológiai szakmunkákban nevének rövidítése: „Poda”.

## Élete
1740. január 22-én lépett a rendbe, miután a négy próbaévet kitöltötte s bölcseleti doktorrá avatták. A mennyiségtant tanította Klagenfurtban, Linzben és Grazban, hol egyszersmind a csillagvizsgáló igazgatója volt és természettani múzeumot alapított. 1760-tól a selmeci bányász iskolában a mechanikát és hidraulikát tanította. A rend feloszlatása után (1773) Bécsbe vonult vissza, ahol magántanítással foglalkozott.

## Munkái
- Insecta musei Graecensis, quae in ordines, genera et species juxta systema naturae Car. Linnaei digessit ... Graecii, 1761
- Beschreibung der Luftmaschine, welche zu Schemnitz von Josef Karl Höll erfunden, erbauet und im J. 1763. d. 23. März angelassen worden. Wien, 1770
- Kurzgefasste Beschreibung der bei dem Bergbau zu Schemnitz in Nieder-Hungarn errichteten Maschinen nebst XII. Tafeln zu derselben Berechnung; zum Gebrauche der bei der Schemnitzer Bergschule errichteten mechanischen Vorlesungen. Herausgegeben von Ignatz Edlen von Born. Mit 35 Vignetten. Prag, 1771
- Akad. Vorlesungen über die in Schemnitz neu errichteten Pferdegöpel. Mit Kupf. Herausgegeben von Daniel Breitenheim. Dresden, 1773

Ezeken kívül is jelentek meg dolgozatai, melyek nem vonatkoznak hazánkra, úgyszintén értekezései a Linnaei Selecta examoenitatibus- és a Prager Gelehrt. Nachrichtenben.